# Eleutherodactylus eneidae
Eleutherodactylus eneidae é uma espécie de anfíbio anuro da família Eleutherodactylidae. É considerada criticamente em perigo pela Lista Vermelha da UICN. Está presente em Porto Rico.